# Alassane N’Dour
Alassane N’Dour (ur. 12 grudnia 1981 w Dakarze) – senegalski piłkarz grający na pozycji defensywnego pomocnika.

## Kariera klubowa
N’Dour urodził się w Dakarze, ale w młodym wieku wyemigrował do Francji. Tam też rozpoczął piłkarską karierę w klubie AS Saint-Étienne. W 2001 roku zadebiutował w pierwszym zespole w rozgrywkach Ligue 2 i w swoim pierwszym sezonie rozegrał 22 spotkania, w których strzelił 3 gole. W kolejnym sezonie rozegrał 18 spotkań, a w sezonie 2003/2004, kiedy Saint-Étienne wygrało drugą ligę i awansowało do Ligue 1 Alassane tylko raz pojawił się na boisku, a w trakcie sezonu na krótko odszedł do angielskiego West Bromwich Albion (2 mecze i awans z Division One do Premiership). Latem zmienił barwy klubowe i odszedł do innego drugoligowca Troyes AC. Z Troyes także wywalczył awans z drugiej do pierwszej ligi, a jego dorobek w sezonie 2004/2005 wynosił 18 spotkań i jeden gol. W Ligue 1 N’Dour nie zdołał jednak zadebiutować, a lata 2005-2007 spędził Championnat de France Amaeurs 2 (odpowiednik V ligi) grając w rezerwach Troyes. W lutym 2008 Senegalczyk znalazł nowy klub – angielski Walsall F.C. Rywalizował z nim na boiskach Football League One i zdobył jednego gola w 9 spotkaniach, a po sezonie odszedł z zespołu i stał się wolnym zawodnikiem. W 2009 roku został piłkarzem greckiej Doxy Drama.

## Kariera reprezentacyjna
W 2002 roku N’Dour został powołany przez selekcjonera Bruno Metsu do kadry na Mistrzostwa Świata 2002. Tam zagrał 76 minut w zremisowanym 3:3 spotkaniu z Urugwajem.